# 매체전환
매체전환(Reformatting)이란 보존성이 취약한 기록을 좀 더 보존성이 높고, 활용이 용이한 수록 매체로 변환하는 것을 말한다. 복사(photocopying), 사진 필름 복사(photographicfilm copies), 디지털화(digital imaging), 마이크로필름화(Microfilming) 등의 방법이 있다.

## 같이 보기
- 에뮬레이션
- 파일재생
- 기술이전
- 캡슐화
- 디지털 아카이빙
- 보존 메타데이터